# Стиральная доска (музыкальный инструмент)
Стиральная доска — музыкальный инструмент, представляющий собой оригинальную стиральную доску или предмет с аналогичными свойствами, специально изготовленный для исполнения музыки.

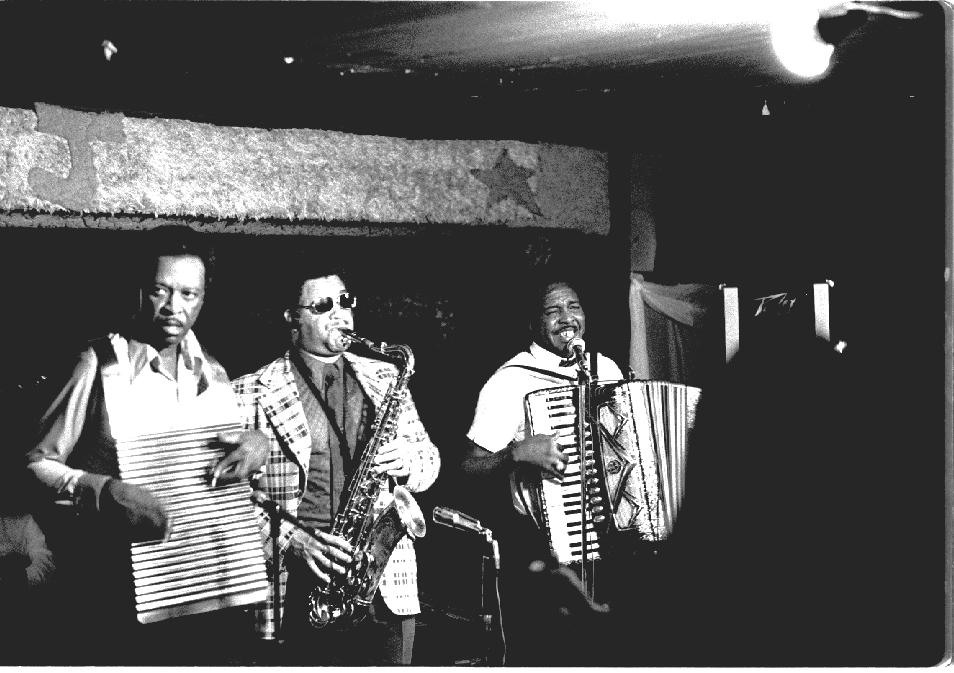
Выступают братья Шенье (1975). Клифтон Шенье играет на аккордеоне, на стиральной доске — его брат Клиффорд

## История
Идея использования стиральной доски для звукоизвлечения приписывается музыканту из Нового Орлеана Клифтону Шенье, основоположнику стиля зайдеко, начавшему выступать в середине 1940-х гг. Вскоре после этого знакомые мастера Шенье наладили выпуск стиральных досок специально для музыкантов, освободив предмет от утяжеляющей деревянной рамы и оставив только ребристую поверхность (первоначально стальную); такой инструмент получил название тёрка (фр. frottoir, от фр. frotter — тереть). Компактный инструмент часто вешался музыкантом на шею, располагаясь на уровне груди; в американском сленге такой инструмент назывался «музыкальным слюнявчиком» (англ. musical bibs).
Для извлечения звука применяются ложки, открывалки для пива и другие подручные металлические предметы. Реже музыканты используют напёрстки, которые могут быть надеты на несколько пальцев, что позволяет добиваться более сложного ритма.
К середине 1950-х гг. интерес к использованию стиральной доски в качестве музыкального инструмента распространился и в Европе. Сохранился, в частности, циркуляр, распространённый чиновником Министерства культуры ГДР Хансом Георгом Ускорайтом в связи с подготовкой музыкальных коллективов ГДР к участию в Фестивале молодёжи и студентов в Москве (1957), в котором говорилось, что использование молодыми музыкантами в качестве инструментов стиральной доски и других предметов быта является, конечно, признаком дурного вкуса и погони за дешёвыми эффектами, но не требует партийно-государственного вмешательства.

В настоящее время стиральная доска продолжает использоваться в качестве музыкального инструмента во многих странах мира, в том числе и в России. Например, в своих выступлениях её используют: Джек Лондон блюз бэнд из Санкт-Петербурга, группа «С коленями как у птицы» из Смоленской области, диксиленд "Kickin' Jass Orchestra" из Екатеринбурга.